# Béhanzin
Béhanzin, född 1844 och död 10 december 1906, i Blida i Algeriet), var den tolfte och siste suveräne kungen i Dahomey, nuvarande Benin. Han efterträdde sin far Glele (regeringstid 1858-1889) och regerade mellan 1889 och 1894. Då hans signum var en haj och ett ägg fick han tillnamnet "Hajkungen" (på fon: Hossu Bowelle). Béhanzin ledde motståndet mot Frankrike i första (1890) och andra Dahomeykriget (1892-1894) som båda slutade med fransk seger - det första med att Porto-Novo togs över av Frankrike, det andra med att hela landet kom under franskt protektorat.
Då Béhanzin vägrade att överlåta landet som koloni, deporterades han med sin drottning Lakoukou Massè, sonen Ouanilo och döttrarna Agbopano, Mécougnon, och Potassi, samt elva andra hustrur med cirka femtio barn, och hov 1894 till Martinique. 1906, mot slutet av Béhanzins liv, fick följet bosätta sig i Algeriet. Prins Ouanilo Béhanzin sökte under flera år tillstånd från Frankrike att enligt kungens vilja jordfästa fadern i Abomey bredvid hans företrädare. Ouanilo fick tillåtelse att flytta kvarlevorna först 1928.
Prins Ouanilo utbildade sig till jordbruksingenjör och jurist och blev den förste svarte juristen i Paris. Ouanilo dog 1928 i Dakar på vägen hem till Frankrike efter jordfästningen i Abomey, 42 år gammal. Ouanilo begravdes först i Bordeaux, men 2006 flyttades även hans kvarlevor till Abomey.
2006, hundra år efter Béhanzins död, firades hans minne genom utställningar och seminarier i Benin och Frankrike.

## Film
- Béhanzin på Internet Movie Database (engelska) med Delroy Lindo som Béhanzin